# 美術史家
美術史家（びじゅつしか、独: Kunsthistoriker 〈クンストヒストリカー〉、英: art historian）または美術史学者（びじゅつしがくしゃ）は、美術史を専門とする研究者である。この記事では、特にドイツ（ドイツ語圏）における美術史家（クンストヒストリカー）の職業的側面について解説する。

## 概要
美術史家は、美術史上の時代、年代の区分や美術様式の特徴、美術家の生涯と作品の分析を行う。また、資料研究を行い、美術作品の成立や美術家の生涯を調べ、美術作品を形式と内容において解釈し、また、美術史、美術学、美学上の問題全般について著述している。
主に建築、彫刻、絵画、版画などの造形芸術作品や工芸品を扱うが、近年では写真や芸術映画、動画芸術、マルチメディア芸術（環境芸術、アクション芸術、ハプニング、フルクサスなど）も研究の対象に含まれることがある。

## 仕事内容
美術史家は、主に大学の講師や教授として美術史を教え、美術館で作品の展示にも関わっている。また、公文書館、史跡保護、文化財保護などの現場や修復家の顧問業、保険業界での鑑定、評価などで活躍している。自由業の美術作家として、美術書や専門誌の記事を著す者もいる。
専門家としての「美術史家」となるには、一般に大学での勉学が求められる。ドイツにおいては、主に学士または修士の学位で修了し、かつてのマギスター（修士号以上博士号未満の学位）は殆ど授与されず、その後に博士号取得のための論文論述に取り組む（ドイツでは論文博士が一般的である）。
「Kunstchronik 」誌（1997年2月）には、「美術史家という自由業のすすめ」および「美術史家と出版社」のガイド記事が掲載されている。「美術史家」の仕事像については、ミュンヘンの中央美術史研究所の協力で改訂された手引書が出されており、その仕事内容全般にわたる詳しい情報が記されている。ニュルンベルクの連邦労働局が1998年に発行した「職業知識のための冊子」も参考のこと。